# Kaveman
Kaveman jest pierwszym singlem rapera Jibbsa (piąty w jego karierze) z udziałem Soulja Boya, który promuje nadchodzący album Teen King, którego premiera ma nastąpić w 2008 roku.